# Maelo Rentería
Maelo Rubio Rentería Caicedo (Colón Eloy del María, Ecuador, 13 de febrero de 2004) es un futbolista ecuatoriano. Juega de delantero y su equipo actual es el Independiente Juniors de la Serie B de Ecuador.

## Trayectoria
Se incorporó al plantel juvenil de Independiente del Valle en 2019 con la sub-16. Años más tarde logró debutar con el equipo filial Independiente Juniors en la Serie B de Ecuador en 2023 en donde jugó 22 partidos, también logró disputar la Copa Libertadores Sub-20 con Independiente del Valle donde terminó siendo el máximo goleador del torneo con cuatro tantos.
En agosto de 2024 fue cedido al F. C. Paços de Ferreira de la Segunda División de Portugal, tras una alianza entre el equipo portugués y el Independiente del Valle.

## Selección nacional

### Categorías inferiores
El 9 de mayo de 2023 se anunció su convocatoria para la Copa Mundial de Fútbol Sub-20 de 2023.

#### Participaciones en Copas del Mundo
| Campeonato                  | Sede      | Resultado        | Partidos | Goles |
| --------------------------- | --------- | ---------------- | -------- | ----- |
| Copa Mundial Sub-20 de 2023 | Argentina | Octavos de final | 2        | 0     |

## Estadísticas

### Clubes
Actualizado al último partido disputado el 5 de octubre de 2024.
| Club                             | Div.          | Temporada     | Liga  | Liga  | Copas nacionales | Copas nacionales | Copas internacionales | Copas internacionales | Total | Total |
| Club                             | Div.          | Temporada     | Part. | Goles | Part.            | Goles            | Part.                 | Goles                 | Part. | Goles |
| -------------------------------- | ------------- | ------------- | ----- | ----- | ---------------- | ---------------- | --------------------- | --------------------- | ----- | ----- |
| Independiente Juniors · Ecuador  | 2.ª           | 2023          | 23    | 4     | —                | —                | —                     | —                     | 23    | 4     |
| Independiente Juniors · Ecuador  | 2.ª           | 2024          | 13    | 4     | 2                | 2                | —                     | —                     | 15    | 6     |
| F. C. Paços de Ferreira Portugal | 2.ª           | 2024-25       | 4     | 0     | —                | —                | —                     | —                     | 4     | 0     |
| F. C. Paços de Ferreira Portugal | Total club    | Total club    | 4     | 0     | 0                | 0                | 0                     | 0                     | 4     | 0     |
| Independiente Juniors · Ecuador  | 2.ª           | 2025          | 0     | 0     | —                | —                | —                     | —                     | 0     | 0     |
| Independiente Juniors · Ecuador  | Total club    | Total club    | 36    | 8     | 2                | 2                | 0                     | 0                     | 38    | 10    |
| Total carrera                    | Total carrera | Total carrera | 40    | 8     | 2                | 2                | 0                     | 0                     | 42    | 10    |
| 1.                               |               |               |       |       |                  |                  |                       |                       |       |       |